# ジョン・メイトス
クラッシュ(Crash)として知られるジョン・メイトス (John Matos、1961年10月11日 - )は、ニューヨークブロンクス出身の有名なグラフィティ・アーティスト。13歳のころには、既にニューヨーク市地下鉄の車両にスプレー・ペインティングを始め、よくあるような単なるタギングではなく、アートとして表現されたイメージを描いていたが、やがてシルクスクリーンをキャンバスに用いるようになった。メイトスは、まず地下鉄車両の車体や荒廃した建物の壁面に描いた壁画で注目され、今ではグラフィティ・アート運動のパイオニアと評価されている。メイトスの作品は、「ストリート・ライフと体制化された社会との視覚的リンク」の役割を担っていると評されている  1980年代には、米国や海外の各地でメイトスの展覧会が開催されるようになった。メイトスの最初のギャラリー展は、1983年にシドニー・ジャニスによって「the Sidney Janis Gallery」で開催されている。
1996年、クラッシュ名義で エリック・クラプトン・ シグネチャー・ストラトキャスター にペインティングを施し、クラプトンにプレゼントした。クラプトンは2001年のツアー中ずっとこの特別なデザインのギターを使い続け、その後も、同様の別のギターを使用した。最終的にクラッシュはクラプトンのために5本のギターを制作したが、このうち公の場に現れたのは3本だけであった。クラプトンのギターを扱う技術スタッフのリー・ディクソンによって「クラショキャスター (Crashocaster)」とニックネームが付けられたこの5本のギターのうちの1本は、2004年の第1回クロスロード・ギター・フェスティヴァルで多用され、後に「クラッシュ3」としてオークションに出品されて32万1100ドルの高値がついた。
フェンダー社はすぐに、同種のグラフィティ・デザイン・ギターを50点制作することをクラッシュ(メイトス)に発注し、このラインを「クラショキャスターズ」と名付けた。クラプトン以外に、ジョン・メイヤーなども、特注のペインティングが施されたクラショキャスターを使用した。
なお、「クラショキャスター」は、日本では「クラッシュキャスター」と称されている。
2006年7月、ブルックリン美術館で開催された「グラフィティ」展において、メイトスの作品「Aeroplane 1」(1983年)と「A-U-T-O-matic」(1985年)が展示された。。
メイトスの作品は、フロリダ州のボカラトン美術館でも公開されている。